# Teresa Maria Cristina von Bourbon-Sizilien

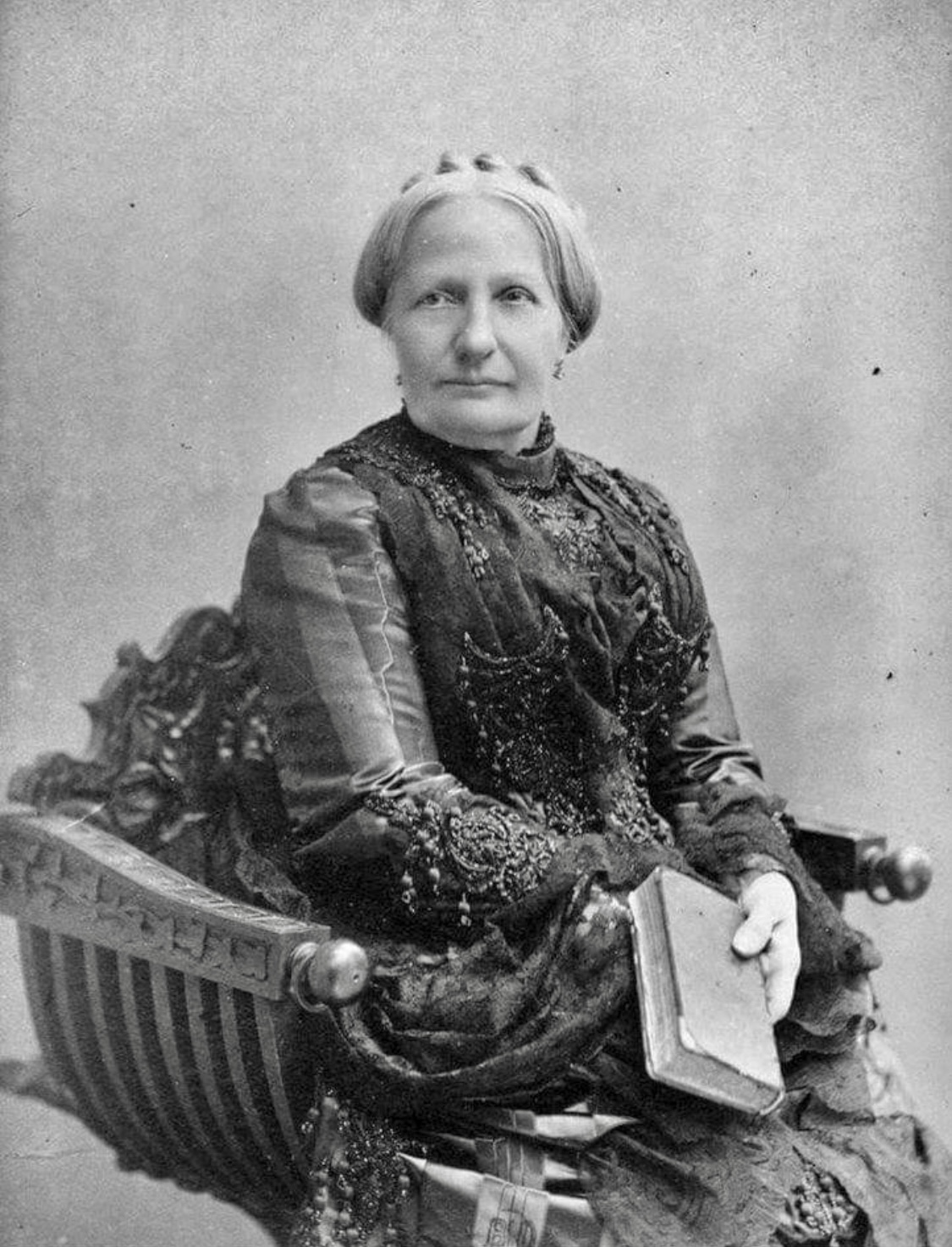
Thérèse-Christine de Bourbon-Siciles, 1888, fotografiert von Nadar

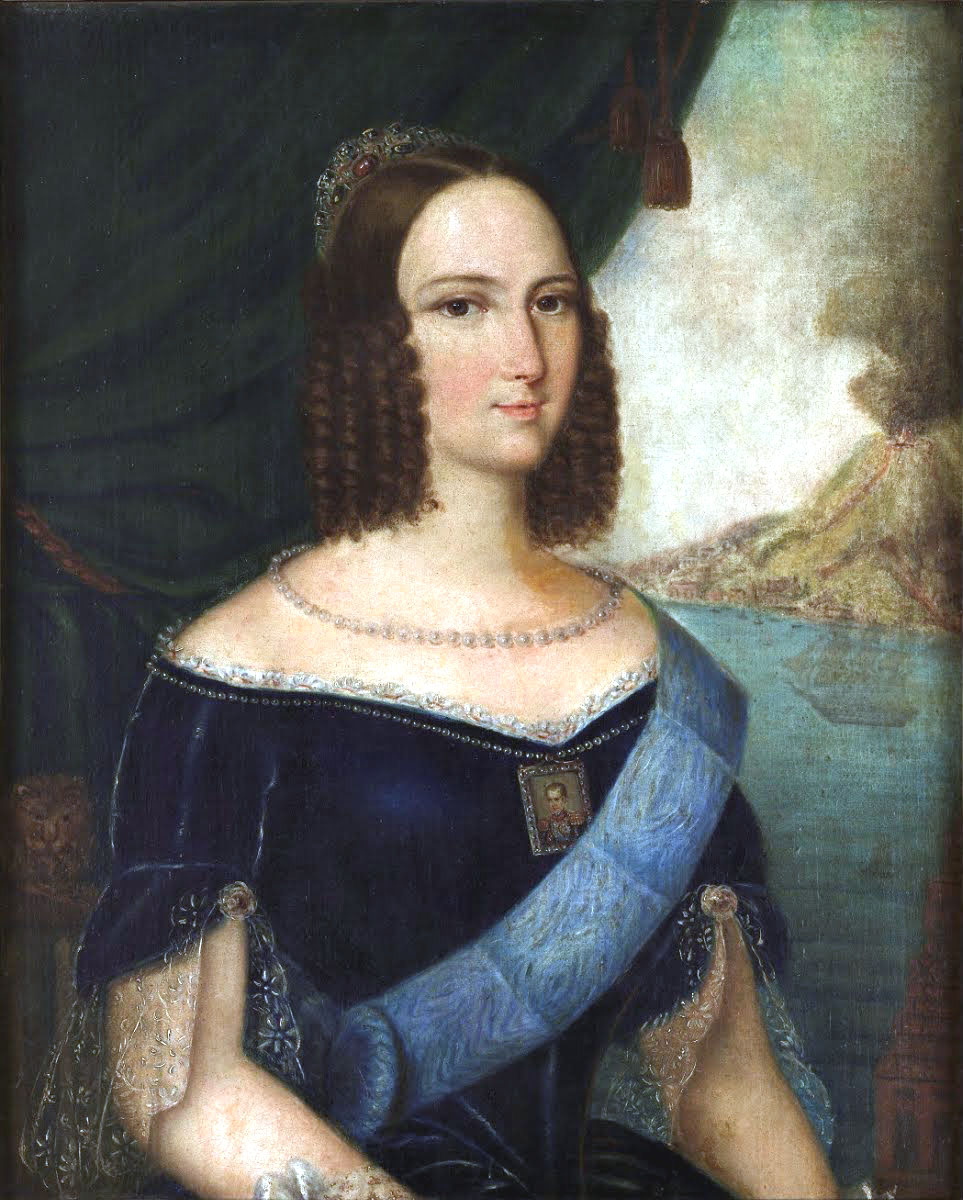
Teresa Maria Cristina von Neapel-Sizilien, etwa 1843

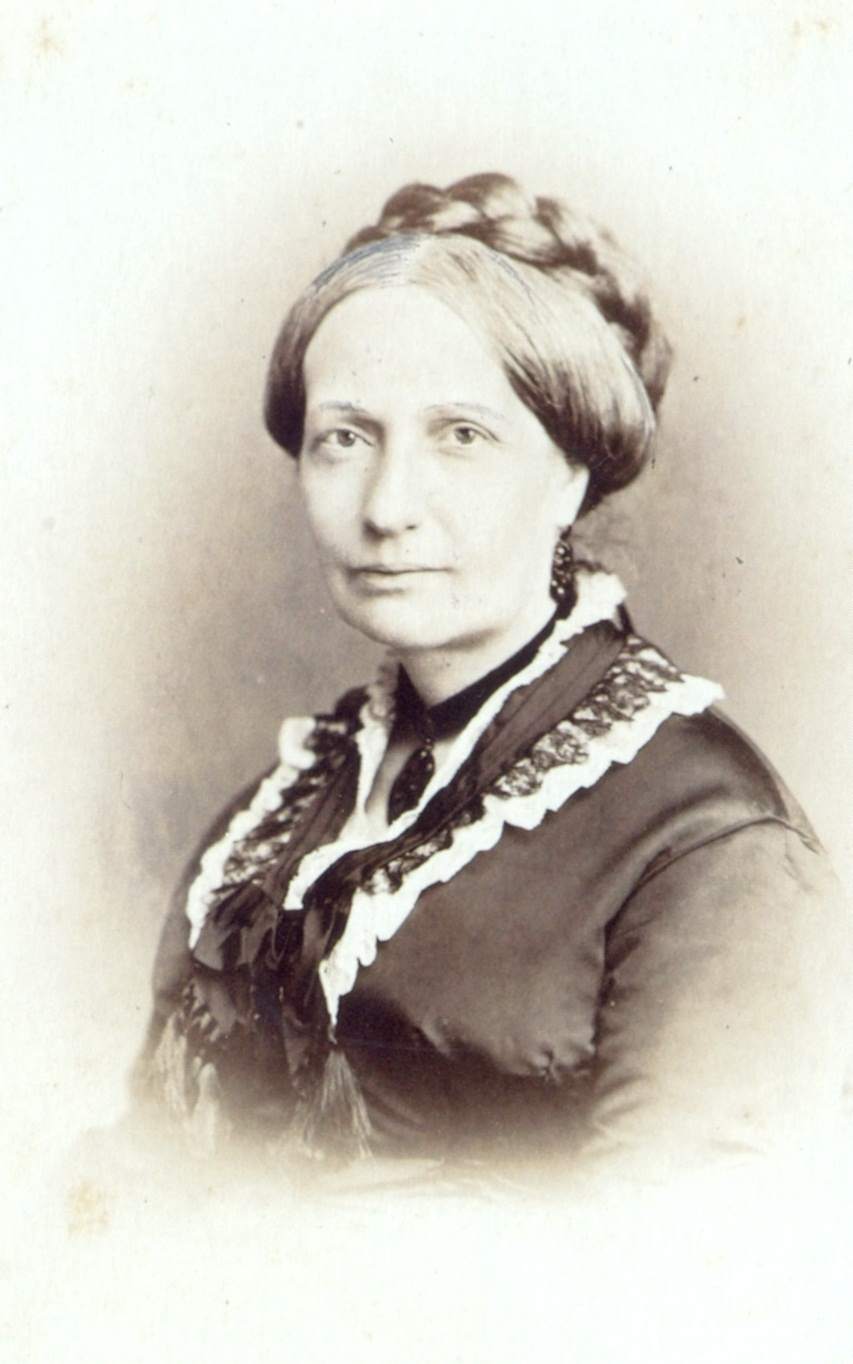
Fotografie aus dem Jahr 1876

Teresa Maria Cristina di Borbone (* 14. März 1822 in Neapel; † 28. Dezember 1889 in Porto) war eine Prinzessin von Bourbon-Sizilien und die letzte Kaiserin von Brasilien.

## Leben
Teresa Cristina wurde als jüngste Tochter von König Franz I. beider Sizilien und Maria Isabel von Spanien geboren.
Am 4. September 1843 heiratete sie in Rio de Janeiro Kaiser Peter II. von Brasilien, einen Sohn von Kaiser Peter I. von Brasilien und der Erzherzogin Maria Leopoldine von Österreich. Teresa Maria Christina war die Cousine von Peters frühverstorbener Mutter Maria Leopoldine von Österreich, also eine Tante zweiten Grades. Die Gattin Kaiser Franz I. und erste Kaiserin von Österreich, Maria Theresa (ihrerseits eine Enkelin ihrer gleichnamigen Großmutter Maria Theresia von Österreich) war die Großmutter von Peter II. von Brasilien.
Kaiserin Maria Theresa und Teresa Cristinas Vater, König Franz I. beider Sizilien, waren Geschwister. Dadurch ist auch Teresa Cristina eine der zahlreichen Urenkelinnen der Maria Theresia von Österreich und des römisch-deutschen Kaisers Franz Stephan von Lothringen.
Die Ehe mit Peter II. war anfangs unglücklich, verbesserte sich aber mit der Zeit. Peter II., der ohne Mutter aufgewachsen war, schätzte die mütterliche und liebevolle Art seiner Gemahlin sehr. Aus Ablehnung wurde zunächst Verständnis, später Wohlwollen und Aufmerksamkeit.
Teresa Cristina verstarb am 28. Dezember 1889 mit 67 Jahren in Porto, Portugal. Sie wurde in der São Vicente de Fora, in Lissabon, bestattet. Im Jahr 1920 wurden ihre Überreste nach Brasilien in die Kaiserstadt Petrópolis überführt.

## Nachkommen
- Alfonso (1845–1847)
- Isabella (1846–1921) ⚭ 1864 Gaston d’Orléans, comte d’Eu
- Leopoldina (1847–1871) ⚭ 1864 Prinz Ludwig August von Sachsen-Coburg und Gotha
- Pedro (1848–1850)